# Schwarze Elster
Schwarze Elster (øvresorbisk: Čorny Hałštrow; nedresorbisk: Carny Hałšter) er en flod i delstaterne Sachsen, Brandenburg og Sachsen-Anhalt i  det østlige Tyskland og en af Elbens bifloder fra højre med en længde på 179 km. Den har sit udspring i Elstra i Lausitzområdet nær Bischofswerda.
Schwarze Elster løber gennem byerne Kamenz, Hoyerswerda, Senftenberg, Lauchhammer, Elsterwerda, Bad Liebenwerda, Herzberg og Jessen. Den munder ud i Elben ved 
Elster, øst for Wittenberg.
Det er også en flod ved navn Weiße Elster i det østlige Tyskland.
51°11′06″N 14°08′32″Ø / 51.185°N 14.1422°Ø